# エミール・クライン
エミール・クライン（Emil Klein, 1955年5月5日 - 2004年4月29日）は、ルーマニア出身のチェロ奏者、指揮者。

## 経歴
ロマン生まれ。4歳で父親からチェロの手ほどきを受け、ヤシの音楽学校を経てブカレストのシプリアン・ポルムベスク音楽院に進学した。
1985年から1988年までダヴィド・ゲリンガスの助手を務め、ゲリンガス・バリトン・トリオ、トリオ・リパッティ、ソナーレ四重奏団のメンバーとして活動した。
1995年にハンブルク・ソロイスツを創設し、指揮者を務めた。
1998年からは闘病生活に入ったが、演奏活動は続行した。
2004年、3月11日にブレシアでフリードリヒ・グルダのチェロ協奏曲を演奏したのが最後の公演となり、4月29日にレッジョ・エミリアにて死去した。